# Trio (Patitucci-Colaiuta-Cunliffe-Album)
Trio ist ein Jazzalbum von John Patitucci, Vinnie Colaiuta und Bill Cunliffe. Die 2020 entstandenen Aufnahmen erschienen 2021 auf dem Label Le Coq, gegründet Anfang 2021 von Piero Pata. Es war das erste Trio-Album, das der Bassist, Schlagzeuger und Pianist zusammen aufgenommen haben.

## Hintergrund
Labelgründer und Produzent Piero Pata hatte kurz vor diesen Aufnahmen sein Label Le Coq gegründet, beginnend mit einer Veröffentlichung von The Le Coq All Stars, gefolgt von einem Gesangsalbum seiner Frau Andy James (Tu Amor), auf dem diese drei Musiker in den jeweiligen Rhythmusgruppen prominent vertreten waren. Während dieser verschiedenen Aufnahmesessions in den Capitol Studios hatte Pata die Idee, dass die drei Musiker spontan eine Aufnahmesession machen sollten. Sie hatten zuvor schon bei Sessions zusammen gespielt, sowohl für Le Coq als auch zuvor, aber nie zusammen als Trio. Bill Cunliffe, ein Jazzpianist und ein Grammy-prämierter Arrangeur, der mit vielen Künstlern zusammengearbeitet hat, von Frank Sinatra bis Freddie Hubbard, hat zuvor bei einer Vielzahl von Projekten die Wege mit Patitucci und Colaiuta gekreuzt; der Bassist und der Schlagzeuger haben in einer Version von Chick Coreas Acoustic Band zusammen als Rhythmusgruppe fungiert.
Die Session ist eine Mischung aus Standards und Songs, die den Triomitgliedern vertraut sind, hauptsächlich als praktische Erwägung, die sich aus der spontanen Natur der Session ergibt, bei der sie sicherstellen wollten, dass sie frei und kohärent kommunizieren können, notierte Jim Hynes. Die drei Musiker beginnen das Album mit einer Version von George Shearings „Conception“; es folgen Interpretationen der romantischen Ballade „Laura“, gefolgt von „Good Morning Heartache“ und „Just in Time“. Das Album enthält ferner Anspielungen auf frühere Arbeitgeber und musikalische Vorbilder, beginnend mit einer Interpretation von Wayne Shorters „Anna Maria“, Chick Coreas „The One Step“ und einer schnellen Fassung von Miles Davis’ „Seven Steps to Heaven“, verstärkt durch Colaiutas ausgedehntes Solo. Außerdem spielten die drei Musiker den Harold Arlen/Johnny-Mercer-Song „My Shining Hour“ und Thelonious Monks skurrile Komposition „We See“.
Trio ist die bisher vierte Veröffentlichung des Labels Le Coq. Die Prämisse war bei der Produktion, zum ersten Mal drei hochrangige Spieler zusammenzubringen und sie „ohne Skript“ spielen zu lassen, notierte Thomas Conrad. Diese improvisierte Sitzung war ohne Proben oder Noten. Sie spielten sämtlich Standards, alle auswendig.

## Titelliste

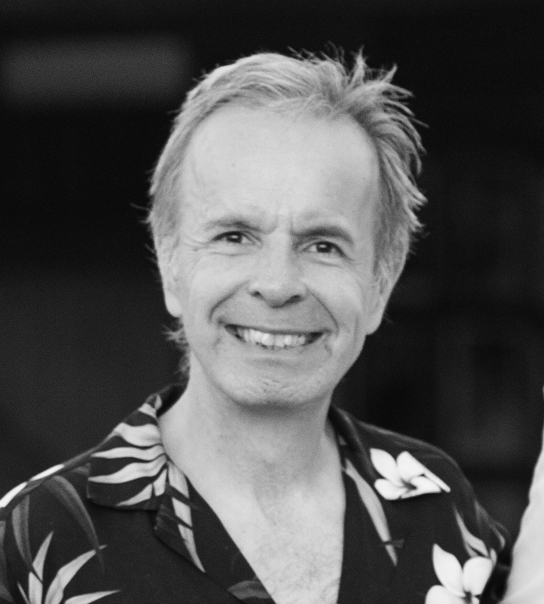
Bill Cunliffe (2015)

- John Patitucci/Vinnie Colaiuta/Bill Cunliffe: Trio (Le Coq)

1. Conception
2. Laura
3. Ana Maria
4. The One Step
5. 7 Steps to Heaven
6. Good Morning Heartache
7. My Shining Hour
8. We See
9. Just in Time.

## Rezeption
Nach Ansicht von Philip Booth (JazzTimes) sind Standards-Trios, selbst solche mit ausgezeichneten Spielern, nicht gerade selten, aber nur wenige böten das Maß an Kreativität und intuitivem Zusammenspiel, das Cunliffe, Patitucci und Colaiuta bei ihrem Debüt gezeigt hätten. Hier swinge es, und überall zeige Trio die Art von Magie, die ausbreche, wenn die richtigen hochkarätigen Spieler zur richtigen Zeit zusammenkommen, um improvisierend in dem richtigen Material herumzutollen.
Thomas Conrad schrieb in Stereophile, der Star dieses Projekts sei Bill Cunliffe, ein Meister des modernen Mainstream-Jazz-Pianos, der nur unter Pianisten bekannt sei. Angesichts der spontanen Natur des Anlasses musste die Setlist vertrautes Material enthalten, das die drei auswendig spielen konnten. Innerhalb von Minuten würden sie zu einem zusammenhängenden, interaktiven Ensemble. Sie bewegen sich von schwebenden, besinnlichen Balladen wie „Laura“ zu energiegeladenen Workouts wie „Seven Steps to Heaven“ und machen es zu einem nahtlosen Fluss. Patitucci zeige hier eine ständig heraufziehende Präsenz. Seine Begleitlinien sind komplexe Antworten auf Cunliffes Ideen, und seine Soli beweisen, dass ein Bass in den richtigen Händen die Wahrheiten des menschlichen Herzens aussprechen könne.

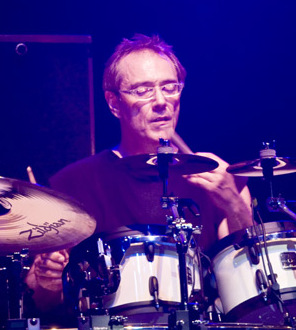
Vinnie Colaiuta (2009)

Jim Hynes (Glide) lobte, die musikalische Telepathie der drei Musiker kommt klar und lebendig rüber. „Trio-Aufnahmen werden nicht besser als diese.“ Der Autor ging insbesondere auf den Beitrag des Schlagzeugers ein: Kritiker hätten Vinnie Coliauta schon bei einem Auftritt beim Newport Jazz Festival 2019 mit Herbie Hancock und Christian McBride eher in einem Fusion-Rahmen gesehen aber er habe dann seine Fähigkeiten in einem akustischen Format gezeigt und beweise hier erneut sein Können.
Nach Ansicht von Jim Worsley, der das Album in All About Jazz rezensierte, täusche die hier zu hörende Verbundenheit darüber hinweg, dass Cunliffe noch nie mit Patitucci oder Colaiuta in einem Trio-Ensemble gespielt hatte. Stattdessen seien es die Frische und das gesteigerte Zusammenspiel, die sehr wirkungsvoll waren. Es war eine längst überfällige Begegnung, so der Autor. Blue Note, Prestige und einige andere Labels hätten in den 1950er-Jahren Platten an einem Tag gemacht, wenn nicht sogar in wenigen Stunden. Diese verlorene Kunst der intuitiven Verbindung könnte nach dieser herausragenden Zusammenarbeit wieder auftauchen.